# التنبؤ الإجماعي
التنبؤ الإجماعي (بالإنجليزية: Consensus Forecast) هو تنبؤ بالمستقبل يُنشأ من خلال دمج عدة تنبؤات منفصلة، غالبًا ما وُضعت باستخدام منهجيات مختلفة. يُستخدم هذا التنبؤ في عدد من العلوم، بدءًا من الاقتصاد القياسي وصولًا إلى الأرصاد الجوية ،ويُعرف أيضًا باسم تجميع التنبؤات ، أو متوسط التنبؤات ، أو متوسط النماذج (في الاقتصاد القياسي والإحصاء) ، أو آلات اللجان، أو متوسط المجموعات، أو تجميع الخبراء (في التعلم الآلي).
يمكن أن تتراوح التطبيقات من التنبؤ بالطقس إلى التنبؤ بالناتج المحلي الإجمالي السنوي لدولة ما، أو عدد السيارات التي يُحتمل أن تبيعها شركة أو تاجر فردي خلال عام. وبينما تُجرى التنبؤات غالبًا للقيم المستقبلية لسلسلة زمنية ، فإنها قد تُجرى أيضًا لأحداث استثنائية، مثل نتائج الانتخابات الرئاسية أو مباراة كرة قدم.

## الخلفية
يلعب التنبؤ دورًا محوريًا في عملية التخطيط لأي مؤسسة، إذ يُتيح فهمًا دقيقًا لحالة عدم اليقين. ومن خلال المحاكاة، يمكن تقييم مدى قدرة الاستراتيجيات المقترحة على تحقيق الأهداف المرجوة ضمن حدود محددة مسبقًا. في مجال التنبؤ الاقتصادي، يُعد المسار المستقبلي للاقتصاد جزءًا لا يتجزأ من توقعات أعمال معظم الشركات، مما يخلق طلبًا كبيرًا على التنبؤات الاقتصادية الدقيقة. ويتزامن هذا الطلب القوي مع الكم الهائل من معلومات التنبؤ المتاحة بسهولة من الحكومات والوكالات الدولية ومختلف الشركات الخاصة. تتخصص شركات مثل Consensus Economics وBlue Chip Economic Indicators في نشر بيانات التنبؤات الاقتصادية، حيث تغطي الأولى معظم المناطق الرئيسية في العالم، بالإضافة إلى تقديم تنبؤات للعملات والسلع، بينما تركز الثانية على الاقتصاد الأمريكي. ومع ذلك، فإن تحديد أفضل طريقة للتنبؤ ليس بالأمر السهل، ويعتمد بشكل كبير على أهداف المستخدم والقيود التي قد يواجهها. بدلاً من محاولة تحديد أفضل طريقة للتنبؤ، يمكن اتباع نهج بديل يتمثل في جمع نتائج المتنبئين المستقلين وحساب متوسط التنبؤات.
في هذه الطريقة، التي تعتمد على حساب متوسط بسيط لمجموعة من التنبؤات المستقلة المستمدة من أساليب تنبؤ مختلفة، يُطلق عليها اسم "دمج التنبؤات"، وغالبًا ما تُعرف النتيجة بـ "التوقع التوافقي". ما لم يكن هناك نموذج تنبؤ محدد يُنتج أخطاء أقل مقارنة بالتنبؤات الفردية الأخرى، فإن اعتماد نهج الإجماع قد يكون مفيدًا بفضل مكاسب التنويع التي يوفرها. يُعد دمج التنبؤات الاقتصادية ممارسة راسخة في العديد من الدول، حيث تستخدمه البنوك المركزية والمؤسسات الحكومية والشركات على نطاق واسع.
على مدار العقود الأخيرة، حظيت توقعات الإجماع باهتمام كبير مدعومًا بنشر كم هائل من الأبحاث الأكاديمية التي تؤكد دقة التنبؤ. تُظهر الدراسات التجريبية أن تجميع التوقعات يؤدي إلى تحسين دقة التنبؤ.
من مزايا استخدام توقعات الإجماع أنها تكون مفيدة بشكل خاص في الحالات التي تتسم بدرجة عالية من عدم اليقين أو المخاطر، حيث يكون اختيار التنبؤ الأكثر دقة أمرًا صعبًا. وحتى لو تم تحديد طريقة واحدة كأفضل طريقة، فإن الجمع بين الطرق المختلفة لا يزال مفيدًا إذا كانت الطرق الأخرى تساهم بشكل إيجابي في تحسين دقة التنبؤ.
علاوة على ذلك، تؤثر عوامل متعددة على التنبؤات المستقلة، ويمكن لنهج الإجماع التقاط هذه العوامل بالإضافة إلى أي معلومات إضافية مفيدة. كما أن التوقعات الفردية قد تكون معرضة لتحيزات سلوكية متعددة، لكن يمكن تقليل هذه التحيزات عبر دمج التوقعات المستقلة معًا. لذلك، يُعتبر الجمع أداة فعالة لتحسين دقة التنبؤ من خلال تقليل أخطاء التنبؤ الفردية.
بالإضافة إلى ذلك، يُرجح أن يكون متوسط التنبؤات أكثر فائدة عندما تختلف البيانات وتقنيات التنبؤ التي تُستمد منها التنبؤات بشكل كبير. رغم أن هذا النهج بسيط (وغالبًا ما يكون متوسطًا غير مرجح)، إلا أنه لا يقل فعالية عن النماذج الأكثر تعقيدًا. في الواقع، أظهرت دراسات حديثة في العقد الماضي أن التنبؤات المجمعة ذات الأوزان المتساوية عادة ما تتفوق في الدقة على التنبؤات الفردية التي تُكوِّن الإجماع.
باختصار، أكدت العديد من الدراسات التجريبية خلال العقود الماضية فاعلية تقنية التنبؤ بالإجماع. وتكمن جاذبية هذه التقنية في بساطتها وسهولة تطبيقها، خاصة عند استخدام أوزان متساوية عند تجميع التوقعات المختلفة. وقد اعتمدت العديد من البنوك المركزية حول العالم هذا النهج لحساب متوسط توقعات القطاع الخاص.
على سبيل المثال، أظهرت دراسة لروي باتشيلور (2000) أن التوقعات التوافقية تتفوق من حيث الدقة على التوقعات الاقتصادية الكلية الصادرة عن مؤسسات دولية بارزة مثل صندوق النقد الدولي ومنظمة التعاون الاقتصادي والتنمية.
وفي دراسة أخرى، أشار روبرت سي. جونز إلى أن الاقتصاديين، منذ دراسة بيتس وجرانجر عام 1969 حول "مزيج التوقعات"، أدركوا أن دمج التوقعات من مصادر متعددة يعزز الدقة ويقلل من أخطاء التنبؤ. وقد دعمت دراسات لاحقة هذا الرأي، مبيّنة الظروف التي تكون فيها مجموعات التوقعات أكثر فاعلية، ومفسّرة سبب تفوق الأوزان المتساوية البسيطة على التقنيات الأكثر تعقيدًا.

## التنبؤات الاحتمالية
على الرغم من أن الأدبيات المتعلقة بدمج التنبؤات النقطية تُعد غنية جدًا، فإن موضوع دمج التنبؤات الاحتمالية لا يزال محدودًا نسبيًا. هناك عدد قليل فقط من الدراسات التي تتناول بشكل صريح مسألة دمج التنبؤات الفاصلة، ومع ذلك، فقد تحقق بعض التقدم في مجال التنبؤات بالكثافة الاحتمالية.
في هذا السياق، تم اقتراح تقنية بديلة بسيطة لكنها فعّالة، تُستخدم في التنبؤ بأسعار الكهرباء، وهي تقنية متوسط الانحدار الكمي (QRA)، والتي تعتمد على تطبيق الانحدار الكمي على التنبؤات النقطية لمجموعة من النماذج الفردية أو توقعات الخبراء.
وقد أظهرت هذه التقنية أداءً قويًا في التطبيقات العملية؛ إذ استخدم فريقا العمل الأفضل أداءً في مسار أسعار الكهرباء في مسابقة التنبؤ بالطاقة العالمية (GEFCom2014) نسخًا مختلفة من تقنية QRA.

## قراءة إضافية
- Timmermann، Allan (2007). "An Evaluation of the World Economic Outlook Forecasts". IMF Staff Papers. ج. 54 ع. 1: 1–33. CiteSeerX:10.1.1.547.96. DOI:10.1057/palgrave.imfsp.9450007. JSTOR:30036001.
- Novotny، Filip؛ Rakova، Marie (2011). "Assessment of Consensus Forecasts Accuracy: The Czech National Bank Perspective" (PDF). Finance a Uver: Czech Journal of Economics & Finance. ج. 61 ع. 4: 348–366. مؤرشف من الأصل (PDF) في 2014-12-31. اطلع عليه بتاريخ 2012-06-27.